# 946年长白山喷发
946年长白山喷发（韓語：946년 백두산 분화) 是指长白山在946年（会同9年）的一次大规模普林尼式火山噴發。火山爆發指數6 (最近由7更改为6)。這次噴發導致中國東北出現短暫的顯著氣候變化。 這次噴發發生在西元946年底。